# Архитектура Хрватске
Архитектура Хрватске има дугу историју: Хрвати насељавају то подручје четрнаест векова, али у земљи још увек постоје сачувани остаци ранијих периода.

## Античко наслеђе
Наслеђе енеолита је из вучедолске културе, где су живели на врховима брда са палисадним зидовима. Куће су биле углавном квадратне или кружне (комбиноване у облику печурака), са подовима од спаљене глине и кружним каминима.
Бронзана култура Илира је почела да се организује у данашњој Хрватској. Очуване су бројне монументалне скулптуре, као и зидови цитадела Nezakcij код Пуле, једног од бројних истарских градова из гвозденог доба.
Грчки морнари и трговци су стигли до готово свих делова Медитерана, укључујући обале данашње Хрватске; тамо су основали градове-државе у којима су живели прилично изоловано. Трговачки градови на јадранским обалама попут Tragurion (данас Трогир), Salona (Солин), Epetion (данас Пореч), Issa (Вис) су били геометријског облика и имали су виле, луке, јавне зграде, храмове и позоришта. Док су се грчке колонизације развијале на острву, на континенту су Илири организовали своја средишта. Њихова уметност је била под великим утицајем грчке уметности, а неке су чак и копирали. У делти Неретве био је важан утицај хеленистичког илирског племена Даорс.
Римљани су потчинили грчке колонијалне градове у 3. веку пре нове ере. Они су наметнули организацију засновану на војно-економском систему. Римљани су покорили Илире у првом веку пре нове ере и организовали читаву обалну територију трансформишући каштеле у урбане градове. После тога историја ових делова је историја илирских провинција Римског царства. Бројне рустикалне виле и нова урбана насеља (најупечатљивија су Verige на Брионима, Пули и Трогиру) показују висок ниво римске урбанизације. У Истри, Либурнији и Далмацији било је најмање тридесет урбаних градова са римским држављанством. Најбоље су очуване мреже римских улица у Epetion (Пореч) и Jader (Задар). Најсачуванији римски споменици су у Pola (Пули); основани су у првом веку посвећени Гају Јулију Цезару. Пун је класичне римске уметности као што су: камени зидови, две градске капије, два храма на Форуму и остаци два позоришта, као и лук из 30. нове ере, и Аугустов храм саграђен у 2—14. године нове ере, и Флувијски амфитеатар из 2. века. У 3. веку нове ере град Salona постао је највећи (имао је 40.000 становника) и најважнији град Далмације. У близини града цар Диоклецијан, рођен у Salona, саградио је Диоклецијанову палату око 300. године нове ере која је највећи и најважнији споменик касноантичке архитектуре на свету. На његовим стазама, подрумима, куполама, маузолејима, аркадама и двориштима присутни су бројни различити уметнички утицаји из читавог царства. У 4. веку Salona је постала центар хришћанства за читаво западно Балканско полуострво. Имао је бројне базилике и некрополе, као и два светитеља: Domnius (Домн Салонски) и Свети Анастазије (Staš).
Једна од ретких сачуваних базилика у западној Европи (поред Равене) из доба Византиона је Еуфразијева базилика у Поречу из 6. века. Рани средњи век је донео велику сеобу народа и овај период је чинио мрачно доба у културном смислу до успешног формирања словенских држава које су коегзистирале са италијанским градовима на обали, од којих је сваки по узору на Венецију.

## Рани средњи век
У 7. веку Хрвати су са осталим Словенима и Аварима дошли из северне Европе у регион у коме данас живе. Били су на нивоу номадске културе гвозденог доба, прво су населили границе града у близини река (попут Јадра у близини римске Салоне).
Хрвати су били отворени за римску уметност и културу, а пре свега за хришћанство. Прве цркве су грађене као краљевска светилишта, а утицај римске уметности био је најјачи у Далмацији где је урбанизација била најзаступљенија и тамо је био највећи број споменика. Постепено је тај утицај занемарен и појавила су се одређена поједностављења, промена наслеђених облика, па чак и стварање оригиналних зграда. Сви десетак великих и стотине малих грађени су сеченим каменом (који се у народу звао lomljenac), споља омеђеним дебелим слојем малтера. Велике цркве су уздужне са једном или три брода попут храма Вазнесења Господњег у Цетини, саграђене у 9. веку. Црква има снажне полукружне контрафоре који одају осећај утврђења, наглашен звоником постављеним испред улаза.
Мање цркве често имају неколико апсида. Највећа и најкомпликованија централна црква из 9. века је црква Светог Доната у Задру. Око његовог кружног центра, са куполом изнад, налази се брод у облику прстена са три апсиде усмерене ка истоку; тај облик се прати на другом спрату формирајући галерију. За тај период је својом величином упоредив само са капелом Карла Великог у Ахену.
Олтарске ограде и прозори тих цркава били су украшени прозирним плитким орнаментом обликом жице, који се назива плетер, јер су жице провучене једна кроз другу. Мотиви тих рељефа преузети су из римске уметности (таласи, преплитање са три жице, пентаграми, мрежа ромбоида), али док су у римској уметности само израђивали оквир скулптуре, у мрачном веку она испуњава целу површину. Понекад су се уз ову декорацију појављивали ликови из Библије, попут Relief in Holy Nedjeljica у Задру. Убрзо су глагољски списи замењени латиницом на олтарским оградама и архитравима старохрватских цркава. Ти натписи обично помињу коме је црква посвећена, ко ју је саградио и када је саграђена, као и ко је зграду произвео. То је био начин на који су се barbarian newcomers могли уклопити међу романизоване домороце.
Придруживањем Мађарској у 12. веку, Хрватска је изгубила независност, али то јој је обезбедило почетак нове ере средњоевропског културног утицаја.

## Романска архитектура
У 11. веку изграђени су монументални градови дуж целе далматинске обале. Куће су грађене од камена. У приземљу су се налазиле продавнице или таверне, виђене данас у градовима као што су Пореч, Раб, Задар, Трогир и Сплит. У тим градовима најважније грађевине биле су цркве. То су обично биле камене базилике са три брода, три апсиде, стубовима, луковима, аркадама и дрвеним крововима, а подизане су у близини манастира бенедиктинских монаха који су из Италије. Свети Петар у Супетарски Драги на острву Рабу (11. век) је најбоље очувана црква тог типа у Хрватској. На истом острву је и катедрала Узнесења Блажене Девице Марије (12. век) која има звоник највећи у Далмацији. Представник је романичке архитектуре јер је сваки спрат нешто лакши од доњег.
Задарска катедрала (13. век) је споља обележена низом ниша са обе и са чеоне стране, где такође има два розета са радијалним ступовима и три портала. Подсећа на катедралу у Пизи. Унутра има три брода, танке стубове који подржавају галерију и равне фигуративне рељефе.

У хрватској романској архитектури је забележена трансформација украсног преплетеног рељефа који се налази на каменим таваницама. На крају раздобља у Истри су постојале радионице монументалних ликова. Имали су геометријске и натуралистичке црте које подсећају на готику. Најбољи примери романичке скулптуре су дрвена врата катедрале Светог Дује које је урадио занатлија Андрија Бувина (око 1220) и камени портал катедрале Светог Ловре у Трогиру које је урадио мајстор Радован (око 1240).
- Романичка архитектура у Хрватској
- Звоник сплитске катедрале.
- Задарска катедрала, 13. век.
- Бенедиктински самостан Свете Марије, средина 11. века.
- Базилика Светог Петра на Рабу.

## Готичка архитектура
Готичку архитектуру је у 14. веку подржавала култура градских већа, проповеди (попут фрањеваца) и витешка култура. Било је то златно доба слободних далматинских градова који су трговали феудалним племством на континенту. Урбана организација и еволуција далматинских градова могу се пратити развојем и ширењем Раба и Трогира, регулацијом улица у Дубровнику и интеграцијом Сплита. Било је то и време поплочавања улица каменом, каналима отпадним водама и комуналним службама.
Највећи урбанистички пројекат овог периода била је комплетна градња два нова града Малог Стона и Стона и око километар зида са стонским бедемом између њих (14. век). После Хадријановог зида, ово је био и остао најдужи зид у Европи. Захваљујући њему, цело полуострво Пељешац било је окружено и заштићено од копнене обале са циљем заштите највреднијег поседа Дубровачке републике.
Готске тврђаве су препознатљиве по високим кулама у облику квадратне призме. Најбоље су сачувани у Истри (Хум, Бале, Мотовун, Лабин итд) и на северу (Медведград изнад Загреба од 1260) или на јужном Соколцу у Лици (14. век).
Самостан и црква Светог Фрање у Пули (1285) је најрепрезентативнији пример ране готике. Ова једноставна грађевина са дрвеним ребрастим сводом, квадратном апсидом и високим витражима грађена је од 13. до 15. века.
Монголи су уништили романичку катедралу 1242, али одмах након њиховог одласка Загреб је добио титулу слободног града од Бела IV. Убрзо након тога епископ Тимотеј је почео да обнавља катедралу у новом готичком стилу, са три брода, полигоналним апсидама и ребрастим сводом и имала је романичке округле куле. Бродови су изграђени у 14. веку, а свод је завршен у 15. Доласком Турака у 16. веку, окруживали су га високи зидови и куле. У 17. веку је завршена само једна кула, док је у 18. барокни кров постао знаменитост целог града. Земљотрес 1880. је тешко оштетио катедралу. Изгубио је некадашњи изглед обнављањем у 19. веку, у неоготичком стилу.
Током 14. века изграђена је и катедрала Светог Дује и клаустар фрањевачког манастира у Дубровнику.

У Дубровнику је после пожара 1435. занатлија из Напуља обновио две најзначајније зграде, Кнежев двор и палату Спонза.
- Катедрала Стефана Првомученика у Загребу, ентеријер из 14. века.
- Кнежев двор и иза ње палата Спонза у Дубровнику.

## Ренесанса
У 15. веку Хрватска је била подељена између три државе: северна Хрватска била је део Аустријског царства, Далмација је била под влашћу Млетачке републике (са изузетком Дубровника), а Славонија је била под османском окупацијом. Далмација је била на периферији неколико утицаја, подједнако удаљена од Италије, османске Босне и Аустрије. Под тим околностима, у Далмацији се развила верска и јавна архитектура са јасним утицајима италијанске ренесансе.
Ђорђо Орсини је саградио цркву у потпуности као самостални пројекат, катедралу Светог Јакова у Шибенику, изграђена 1441. Поред мешања готског и ренесансног стила, био је оригиналан и у јединству камене и монтажне градње на начин уобичајен у дрвеним конструкцијама. Ово је била јединствена грађевина са такозваним трокраким предњим сводовима, прва у Европи. Катедралу и њену оригиналну камену куполу завршио је Никола Фирентинац по оригиналним Орсинијевим плановима.
На читавом подручју Дубровачке републике су постојале бројне виле племства, јединствене по својој функционалности и просторној организацији, комбинацији ренесансне виле и владине зграде. Соркочевићева вила у Лападу 1521. је оригинална по редоследу грађевинских делова.

У северозападној Хрватској почетак ратова са Османским царством је изазвао много проблема, али је дугорочно ојачао северни утицај успостављањем Хабзбург као владара великог дела Хрватске. Уз сталну опасност од Османлија на истоку, постојао је само умерени утицај ренесансе, док су се тврђаве шириле. План за утврђени град Карловац 1579. био је први потпуно нови урбани град изграђен ренесансним плановима (такозвани план „идеалног града”) у Европи. Изграђена је у радијалном плану, касније уобичајеном у барокном дизајну града. Двор Велики Табор из 16. века је мешавина карактеристике готске архитектуре (високи кровови) и ренесансе (гроздови и округле куле) што је чини примером маниризма.
- Катедрала Светог Јакова у Шибенику, изграђена 1431—1535, под заштитом Унеска.
- Ренесансна тврђава у облику звезде у Карловцу (пројектована 1579).
- Ренесансни зидови Вараждина.

## Барок и рококо
У 17. и 18. веку Хрватска се поново ујединила са деловима земље које су окупирале Млетачка република и Османско царство, чему је приписан изненадан развој уметности у сваком сегменту. У северној Хрватској и Славонији настала су бројна и достојна дела барокне уметности, од урбанистичких планова и великих тврђава до цркви, палата, јавних зграда и споменика.
Велика утврђења и бројне куле су изграђене због сталне османске опасности. Два највећа су били Осијек и Славонски Брод, који касније постају велики градови. Утврђени су водом и земљано-хумцима са топовима и каналима испуњеним водом која је требало да успори непријатеље који се приближавају. Тврђава Славонски Брод је била највећа у Хрватској и једна од највећих у читавој Европи, јер је била тврђава Европе са благодатима окренута према Османском царству.
Карловац, Бјеловар, Копривница и Вировитица су имали велике улице, правоугаоне тргове у средини окружене владиним и војним зградама, као и репрезентативну цркву.
Градови Далмације, такође, су имали барокне куле и бастионе уграђене у своје старе зидине, попут оних у Пули, Шибенику и Хвару, али највећи барокни подухват догодио се у Дубровнику у 17. веку након катастрофалног земљотреса 1667. када је уништен готово читав град. У барокном стилу обновљене су црква Светог Влаха на главном тргу (1715) и главна катедрала и језуитска кућа са црквом Игнасио де Лојола. Паоло Пасалакуа је ујединио неколико тих барокних ремек-дела својим језуитским степеништем које је повезивало два одвојена барокна дела града, језуитску цркву и трг Ивана Гундулића.
Током раздобља барока су изграђене бројне цркве дуж целе Хрватске, постајући тако „круна” у сваком граду. Манастирске цркве су често имале затворени зид са унутрашњим тремовима раскошно украшеним, као у фрањевачком манастиру у Славонском Броду.
Зидно сликарство се развијало у свим деловима Хрватске, од илузионистичких фресака у цркви Свете Марије у Самобору, свете Екатарине у Загребу, до исусовачке цркве у Дубровнику. Најсачуванији примери су рококо фреске у вили Миљана где су алегоријска годишња доба и природни елементи приказани кроз човекову природу и њен одраз на уметност.

## 19. век
У аустријским земљама почетком 19. века (којој је припадала Хрватска) су превладавале градње на класицистични начин. У Хрватској је најистакнутији архитекта био Бартол Фелбингер који је такође изградио градску кућу у Самобору (1826) и дворац Јанушевац код Загреба.
Романтични покрет у Хрватској био је сентименталан, нежан и суптилан одраз скромних врлина буржоазије.
Историцизам се обележава изградњом три велике цркве: неороманичка катедрала у Ђакову (1882), монументална жупна црква Петра и Павла у Осијеку (1898) и неоготичка обнова загребачке катедрале (Херман Боле, 1880—1902). Крајем 19. века Херман Боле предузео је један од највећих пројеката европског историцизма, пола километра дугу неоренесансну аркаду са двадесет купола на загребачком гробљу Мирогој. Истовремено су градови у Хрватској добили важне урбане преобразбе: Карловац је своје ренесансне бастионе претворио у парк који окружује читав стари град, док су приморски градови (Трогир, Задар, Пула, Паг и Шибеник) заузели низ зидова и отворили се мору. Величина и значај урбане регулације центра Загреба (углавном дело Милана Ленуција, 1860—1880) била је револуционарна. Између најдуже загребачке улице и нове пруге, изграђен је нови геометријски град са великим јавним и друштвеним зградама попут неоренесансне зграде хрватске академије наука и уметности (1884), нео-барокно народно позориште (1895), а до тада врло модеран уметнички павиљон (1898) са монтажном конструкцијом од челика и стакла, Кристална палата и на крају ремек-дело сецесије Народна библиотека (1912). Овај урбанистички план омеђен је низом паркова украшених бројним фонтанама, скулптурама, авенијама и вртовима што Загреб чини једним од првих градова изграђених према новој европској теорији уметности „град као дело уметности”.
Псеудо зграда која наглашава све три визуелне уметности је бивша зграда Министарства молитве и образовања у Загребу (1895). Поред соба у помпејском стилу и ренесансног кабинета, велика необарокна Златна сала била је насликана историјским композицијама. Постала је јединствени споменик тог доба, један од ретких у Европи.

## 20. век

### Бечка сецесија
До краја Првог светског рата у Хрватској је коегзистирало неколико уметничких покрета и стилова, али су сви авангардни покрети изостали. Зато су највећа уметничка дела тог периода рађена у духу уметности 19. века, укључујући најважније примере стила бечке сецесије Етнографски музеј, Загреб 1901, кућа Калина 1903, хрватски државни архив 1912, док су Сумпорно купатило 1903. и хрватско народно позориште 1908. изграђени у Сплиту.
- Хрватско народно позориште у Сплиту, 1893.
- Етнографски музеј, Загреб, 1901.
- Кућа Калина, 1903.
- Народна библиотека, 1912.

### Међуратни модернизам и загребачка школа
Југословенска архитектура је настала у првим деценијама 20. века пре стварања државе, бројни јужнословенски креативци, занесени могућношћу државности, организовали су низ уметничких изложби у Србији у име заједничког словенског идентитета. Након владине централизације након стварања Краљевине Југославије 1918, овај почетни ентузијазам почео је да бледи. Југословенску архитектуру је све више диктирала све концентрисанија национална власт која је тежила успостављању јединственог државног идентитета. Почетком двадесетих година прошлог века, југословенски архитекти су почели да се залажу за модерну архитектуру, посматрајући стил као логично проширење прогресивних националних наратива. Упркос тим променама, различити односи са западом су учинили усвајање модернизма нескладним у Југославији Другог светског рата; Социјалистичка Република Хрватска и Словенија биле су упознате са западним утицајем и најспремније за усвајање модернизма.
Модерна хрватска архитектура се појавила са Виктором Ковачићем, који је први говорио против историцизма и заступао идеју да архитектура мора бити индивидуална и модерна, али и практична и удобна. Његови пројекти су обележени суптилном чистоћом сведених елемената историзма, као у монументалној палати Бурзе у Загребу, 1924.
Драго Иблер је објавио манифест групе Earth у коме је написао: „Треба да живимо у духу свог доба и стварамо у складу с тим. Савремени живот је препун друштвених идеја и питања с обзиром на то да сви и уметник не могу да поднесу изван тог колектива јер су уметност и живот једно”. Између 1925. и 1935. основао је такозвану „загребачку архитектонску школу” са колегама Драгом Галићем, Младеном Каузларићем, Стјепаном Планићем и другима. Од тридесетих година дела школе се могу поредити са најбољом светском архитектуром.
Стјепан Планић, такође члан групе Earth, са својим бројним зградама је направио преображај Загреба и стекао место у Anthology of Modern Architecture. Сваки његов пројекат обележен је неком новом идејом: вила у Козарчевој улици из 1931. се постепено прилагођава обронку, Tomislav Home на Медведници из 1935, направљен од дрвета и камена, има авион у облику слова Y, док кружна villa on the Prekrižje, такође из 1935, има радијалне унутрашње зидове. Борио се за архитектонску слободу да зграде планира у складу са климатским условима, сунцем, ветром и виђењима и за афирмацију нових друштвених и људских идеја у култури станишта.
- Модернистичка школа коју је дизајнирао Иван Земљак 1930. у Загребу.
- Мештровићев павиљон у Загребу дизајнирао је Иван Мештровић 1933.
- Средњу школу у Загребу је пројектовао Егон Штајнман и завршио 1933.

### Социјалистички реализам
Одмах након Другог светског рата, кратко повезивање Југославије са Источним блоком је покренуло кратки период социјалистичког реализма. Централизација унутар комунистичког модела је довела до укидања приватних архитектонских пракси и државне контроле струке. Током овог периода, владајући савез комуниста Југославије је осудио модернизам као „буржоаски формализам”.

### Социјалистички модернизам
Социјалистичка реалистичка архитектура у Југославији се нагло завршила расколом Тита — Стаљина 1948. Наредних година нација се све више окретала западу, враћајући се модернизму који је карактерисао предратну југословенску архитектуру. Током ове ере модернистичка архитектура симболизује одвајање нације од СССР-а. Повратак нације у модернизам је најбоље приказан у павиљону Вјенцеслава Ричтера из 1958. на Expo 58, чија је отворена природа била у супротности са архитектуром Совјетског Савеза.
- Вјесник
- Факултет електротехнике и рачунарства, 1956.
- Илички небодер, 1957—58.
- Загрепчанка, 1971—76.
- Цибонин торањ, 1987.

### Споменици
Током овог периода, југословенски прекид са совјетским социјалистичким реализмом комбинован са напорима за обележавање Другог светског рата је довео до стварања огромне количине апстрактних скулптуралних ратних меморијала, данас познатих као споменици Народноослободилачке борбе.

### Брутализам
Крајем педесетих и почетком шездесетих година брутализам је почео да стиче следбенике у Југославији, посебно међу млађим архитектама, на тренд који је вероватно утицао распадом CIAM из 1959.

### Децентрализација
Са децентрализацијом и либерализацијом 1950-их у Социјалистичкој Федеративној Републици Југославија, архитектура је постајала све више фактурисана по етничким линијама. Архитекте су се све више фокусирале на изградњу у односу на архитектонско наслеђе појединих социјалистичких република у облику критичког регионализма.
- Вјенцеслав Ричтер: пројекат за југословенски павиљон на Expo 58.
- Сада напуштено хотелско насеље Халудово (1971) на Крку.
- Мамутица у источном Новом Загребу, стамбени комплекс изграђен 1974.

## Модерна архитектура

### Савремени архитекти
Едо Шен (1877—1949) је заслужан за полагање темеља модерне хрватске архитектуре. Године 2010. двоструки, елиптично обликован пословни торањ Sky Office Tower је у Загребу изградио хрватски архитекта Анте Анин.
Године 1998. хрватска влада је донела одлуку о изградњи новог музеја савремене уметности на Авенији Дубровник, Загреб. То је резултирало тендером који је победио Игор Франић, који је тако постао архитекта модерне зграде музеја савремене уметности (завршена 2009), са укупно 14.609,65 m², од чега је 3500 m² стална поставка, а 1500 m² привремена изложба.
Године 2015. тим хрватских архитеката у Загребу довршио је пословни центар Стројарска.
Крајем 2010. архитекта Бруно Јуричић је постао аутор хотелског комплекса, процењеног на 100 милиона евра. Читав комплекс простире се на 200.000 m², а хотелски на око 35.000 m², са културним центром посвећен домаћем писцу Ђин Јонгу, који је такође инспирисао изградњу комплекса, о чему извештава вусја. Каже се да дизајн има мотиве научне фантастике и фантазије. Јуричић је први хрватски архитекта који је победио на тендеру са сопственим пројектом. Представљао је Хрватску на Бијеналу у Венецији 2018, представљајући хрватску архитектуру угоститељству, за коју се каже да је једна од највећих и најсложенијих 3D фабрикованих грађевина на свету.
Ото Барић је 2010. постао архитекта нео-футуристичког торња Далмације, највише зграде у Хрватској. Пројекат је добио међународну награду за најбољу канцеларију у Европи. Кула је део пројекта са првим седиште управе Сплитске банке од 2016. Westgate Group је изјавила да би торањ требао да буде завршен до краја 2021.

### Галерија
- Музеј савремене уметности, Загреб.
- Sky Office Tower, Загреб.
- Ријечка џамија, завршена 2013.
- Пословни центар Стројарска, Загреб 2015.
- Кула Далмација, Сплит 2020.